# جون هارلي ويستون
جون هارلي ويستون (بالإنجليزية: John Harley Weston)‏ هو مغن مؤلف بريطاني، ولد في 24 أبريل 1967.

## وصلات خارجية
- الموقع الرسمي
- جون هارلي ويستون على موقع ميوزك برينز (الإنجليزية)
- جون هارلي ويستون على موقع ديسكوغز (الإنجليزية)